# Isaac Sánchez Cortez
Isaac Mateo Sánchez Cortez (Ecuador, 8 de junio de 2006) es un futbolista ecuatoriano que juega como delantero en el Universidad Católica de la Serie A de Ecuador.

## Selección nacional

### Categorías inferiores

#### Participaciones en Sudamericanos
| Campeonato                  | Sede    | Resultado  | Partidos | Goles |
| --------------------------- | ------- | ---------- | -------- | ----- |
| Sudamericano Sub-17 de 2023 | Ecuador | Subcampeón | 7        | 0     |

#### Participaciones en Copas del Mundo
| Campeonato                  | Sede      | Resultado        | Partidos | Goles |
| --------------------------- | --------- | ---------------- | -------- | ----- |
| Copa Mundial Sub-17 de 2023 | Indonesia | Octavos de final | 4        | 0     |

## Estadísticas

### Clubes
Actualizado al último partido disputado el 19 de julio de 2025.
| Club                           | Div.          | Temporada     | Liga  | Liga  | Liga   | Copas nacionales | Copas nacionales | Copas nacionales | Copas internacionales | Copas internacionales | Copas internacionales | Total | Total | Total  |
| Club                           | Div.          | Temporada     | Part. | Goles | Asist. | Part.            | Goles            | Asist.           | Part.                 | Goles                 | Asist.                | Part. | Goles | Asist. |
| ------------------------------ | ------------- | ------------- | ----- | ----- | ------ | ---------------- | ---------------- | ---------------- | --------------------- | --------------------- | --------------------- | ----- | ----- | ------ |
| Universidad Católica · Ecuador | 1.ª           | 2023          | 1     | 0     | 0      | —                | —                | —                | 0                     | 0                     | 0                     | 1     | 0     | 0      |
| Universidad Católica · Ecuador | 1.ª           | 2024          | 1     | 0     | 0      | —                | —                | —                | 0                     | 0                     | 0                     | 1     | 0     | 0      |
| Universidad Católica · Ecuador | 1.ª           | 2025          | 6     | 0     | 0      | —                | —                | —                | 1                     | 0                     | 0                     | 7     | 0     | 0      |
| Universidad Católica · Ecuador | Total club    | Total club    | 8     | 0     | 0      | 0                | 0                | 0                | 1                     | 0                     | 0                     | 9     | 0     | 0      |
| Total carrera                  | Total carrera | Total carrera | 8     | 0     | 0      | 0                | 0                | 0                | 1                     | 0                     | 0                     | 9     | 0     | 0      |
| 1.                             |               |               |       |       |        |                  |                  |                  |                       |                       |                       |       |       |        |